# Tom Dart
Thomas J. "Tom" Dart (Chicago, 25 de mayo de 1962) es el Sheriff del Condado de Cook (Illinois),  el segundo condado más grande de los Estados Unidos después del de Los Ángeles. Ha sido fiscal, senador y legislador, ostentando una larga carrera en la protección de los miembros más vulnerables de la sociedad. 

## Carrera
Dart empezó su carrera como fiscal en el condado de Cook. Después fue senador por Illinois, debido a la vacante que quedó en 1991 por la dimisión del senador Jeremiah E. Joyce del Partido Demócrata (Chicago). Posteriormente fue elegido representante del estado de Illinois por el Partido Demócrata desde enero de 1993 hasta enero de 2003, antes de convertirse en el jefe de personal de la oficina del Sheriff Michael F. Sheahan del condado de Cook. 
En noviembre de 2002, Dart fue nominado para tesorero estatal de Illinois pero perdió frente al titular del Partido Republicano, Judy Baar Topinka.
Cuando Sheahan anunció su retiro en 2006, Dart presentó su candidatura para suceder a Sheahan. Ganó las primarias del partido demócrata el 21 de marzo de 2006, venciendo con amplio margen a Sylvester Baker y a Richard Remus, y obtuvo la elección general en noviembre de 2006. El 2 de noviembre de 2010, Dart compitió con el republicano Frederick Collins por el puesto de Sheriff de la oficina del Condado de Cook y ganó por mayoría con el 69.37% de los votos. En 2011, Dart rechazó la candidature a la alcaldía de Chicago.

### Desahucios
En octubre de 2008, Dart apareció en las principales cadenas de noticias nacionales tras su anuncio de suspender todas las ejecuciones de desahucio en el condado de Cook. En 2006 la crisis de las hipotecas subprime hizo que el número de desahucios creciera drásticamente. Un par de años después, Dart manifestó que muchas de las personas que estaban siendo desahuciadas eran inquilinos que pagaban sus cuotas sin conocer las dificultades económicas de sus arrendadores, declarando que en muchos casos las compañías de crédito hipotecario no habían cumplido con la obligación de informarse sobre los propietarios con ejecuciones pendientes. Sus palabras textuales fueron: “Esas compañías hipotecarias solo ven los papeles, no a las personas, y no les importa […] quién sale perjudicado… Nosotros no vamos a hacer su trabajo nunca más. No vamos a desahuciar a más arrendatarios inocentes. Eso se acaba hoy.”
La Asociación de Banqueros de Illinois fue crítica con la actuaciónde Dart, acusándole de “ignorar sus obligaciones legales” y de dedicarse a impartir justicia por su propia mano ("vigilantismo").
Dart afirmaba seguir la ley del estado de Illinois que exige a los bancos determinar si el residente en un domicilio es realmente la persona bajo la cual pesa la orden de desahucio. La revista Time nombró a Dart una de las cien personas más influyentes en el año de 2009.

### La demanda contra Craigslist
En marzo de 2009, Dart presentó una demanda federal contra Craigslist, Inc., una empresa especializada en anuncios gratuitos de internet por ciudades, para cerrar las secciones de clasificados de "servicios eróticos" en sus webs y publicaciones electrónicas. La demanda reclamaba que Craigslist era la “mayor fuente de prostitución”. Esta demanda fue desestimada el 23 de octubre de 2009, bajo el argumento de que Craigslist tenía inmunidad debido a la sección 230 de la Ley de decencia en las telecomunicaciones.

## Vida personal
Dart realizó su doctorado en leyes en la Universidad Loyola de Chicago y su licenciatura en Historia y Ciencias Sociales en la Universidad Providence. Concluyó sus estudios secundarios el Instituto Monte Carmelo de Chicago. Vive en el barrio de Mount Greenwood en Chicago con su esposa Patricia y sus cinco hijos.